# Kardynałowie z nominacji Eugeniusza III
Papież Eugeniusz III (1145—1153) mianował 15 nowych kardynałów:

## Nominacja 10 marca 1145
1. Piotr – kardynał diakon S. Maria in Via Lata, zm. ok. 1150

## Nominacja 26 lutego 1149
1. Grecus, subdiakon S.R.E. – kardynał diakon Ss. Sergio e Bacco, zm. 30 sierpnia 1149

## Nominacja 17 grudnia 1149
1. Nicholas Breakspeare CanReg, opat St.-Ruf – kardynał biskup Albano, Papież Hadrian IV (4 grudnia 1154), zm. 1 września 1159

## Nominacje 23 września 1150
1. Rolando Bandinelli, magister na Uniwersytecie w Bolonii – kardynał diakon Ss. Cosma e Damiano, następnie kardynał prezbiter S. Marco (3 marca 1151), Papież Aleksander III (7 września 1159), zm. 30 sierpnia 1181
2. Giovanni Gaderisio CanReg – kardynał diakon Ss. Sergio e Bacco, następnie kardynał prezbiter S. Anastasia (15 marca 1158), zm. 1179 (?)

## Nominacje 3 marca 1151
1. Gerard – kardynał prezbiter S. Stefano in Celiomonte, zm. 1158
2. Cencio de Gregorio – kardynał diakon Świętego Kościoła Rzymskiego, następnie kardynał diakon S. Maria in Aquiro (1151), kardynał prezbiter S. Lorenzo in Lucina (22 lutego 1152), kardynał biskup Porto e S. Rufina (kwiecień 1154), zm. 1157

## Nominacja 22 grudnia 1151
1. Hugo OCist, opat Trois Fontains – kardynał biskup Ostii, zm. 1 grudnia 1158

## Nominacje 22 lutego 1152
1. Giovanni da Sutri – kardynał prezbiter Ss. Giovanni e Paolo, zm. 1180
2. Enrico Pisano OCist, opat Tre Fontane – kardynał prezbiter Ss. Nereo ed Achilleo, zm. 1166
3. Giovanni Morrone, archidiakon Tyru – kardynał prezbiter Ss. Silvestro e Martino, od września 1159 w obediencji antypapieża Wiktora IV, zm. 1167
4. Ildebrando Grassi CanReg – kardynał diakon Świętego Kościoła Rzymskiego, następnie kardynał diakon S. Eustachio (20 grudnia 1152), kardynał prezbiter Ss. XII Apostoli (22 grudnia 1156), zm. 8 listopada 1178.
5. Ottone da Brescia – kardynał diakon Świętego Kościoła Rzymskiego, następnie kardynał diakon S. Nicola in Carcere (20 grudnia 1152), zm. 1174
6. Gerard de Namur, kanonik kapituły w Liège – kardynał diakon Świętego Kościoła Rzymskiego, następnie kardynał diakon S. Maria in Via Lata (20 grudnia 1152), zm. 1155

## Nominacja 24 maja 1152
1. Bernard de Rennes OCist – kardynał diakon Świętego Kościoła Rzymskiego, następnie kardynał diakon Ss. Cosma e Damiano (20 grudnia 1152), zm. 1 maja 1154